# Ettore Capriolo
Ettore Capriolo (Casarza Ligure, 21 giugno 1926 – 26 gennaio 2013) è stato un traduttore, drammaturgo e storico del teatro italiano.

## Biografia
Fu drammaturgo nonché studioso e professore di storia del teatro alla scuola d'arte drammatica del Teatro Piccolo. Nel 1967 fondò e diresse, con Giuseppe Bartolucci e Edoardo Fadini, la rivista Teatro. Nel 2002 a Capriolo venne assegnato il Premio Grinzane Cavour per la traduzione.
Il 3 luglio 1991 subì un'aggressione nella sua casa di Via Curtatone a Milano. Un uomo, con il quale aveva fissato un appuntamento in seguito alla richiesta telefonica di traduzione di un libro per conto dell'ambasciata iraniana in Italia, si presentò a casa sua e, una volta entrato, lo assalì con un coltello: Capriolo riportò molteplici ferite da taglio, guaribili in alcuni giorni, e la lacerazione di un tendine. L'aggressore voleva conoscere l'indirizzo di Salman Rushdie, autore di cui Capriolo aveva tradotto I versi satanici.

## Opere

### Curatele
- Re Giovanni: la formula informe e la furia di un mondo gigante, Torino, Teatro Stabile, 1973 (con Lorenzo Salveti)
- Elettra: direzione mito, Verona, Anteditore, 1974 (con Lorenzo Salveti)
- Massimo Castri, Pirandello Ottanta, Milano, Ubulibri, 1981
- Massimo Castri, Ibsen postborghese, Milano, Ubulibri, 1984

### Saggi
- Il Group Theatre di New York, Bologna, Cappelli, 1960
- Dioniso e Arlecchino: introduzione storica all'arte del teatro, Milano, Vallardi, 1969

### Traduzioni
- Frédéric Dard, Le canaglie vanno all’inferno, Milano, Cino del Duca, 1957
- René Huyghe, Dialogo con il visibile, Novara, Parenti, 1958
- Louis Aragon, La Settimana Santa, Novara, Parenti, 1959
- Joseph L. Anderson; Donald Richie, Il cinema giapponese, Milano, Feltrinelli, 1961
- David Thomson, Storia d'Europa: dalla Rivoluzione francese ai giorni nostri, Milano, Feltrinelli, 1961
- John Willett, Bertolt Brecht e il suo teatro, Milano, Lerici, 1961
- Thomas Wolfe, Non puoi tornare a casa, Milano, Mondadori, 1962
- Edward Bacon (a cura di), La civiltà del mistero: popoli dimenticati del mondo antico, Milano, Mondadori, 1963 (con Augusta Mattioli e Paolo Tranchina)
- Albert Camus, Taccuini 1935-1942, Milano, Bompiani, 1963
- Fletcher Knebel; Charles W. Bailey, Sette giorni a maggio, Milano, Bompiani, 1963
- Edgar Morin, I divi, Milano, Mondadori, 1963
- Lewis Mumford, La città nella storia, Milano, Edizioni di Comunità, 1963
- Louis Pergaud, La guerra dei bottoni, Milano, Bompiani, 1963
- Harold Wilson, La politica dei laburisti, Milano, Edizioni di Comunità, 1964
- Norman Kogan, La politica estera italiana, Milano, Lerici, 1965
- Ed McBain, 40 miglia dall'Avana, Milano, Club degli editori, 1965
- Lin Yutang, Juniper Loa, Milano, Bompiani, 1965
- Norman Mailer, Un sogno americano, Milano, Mondadori, 1966
- André Breton, Il surrealismo e la pittura, Firenze, De Marchi, 1966
- Hortense Calisher, Trama di vita, Milano, Mondadori, 1966
- Nina Epton, Eros e costume in Inghilterra dal Medio Evo ad oggi, Milano, Lerici, 1966
- David Granick, Il dirigente europeo, Milano, Edizioni di Comunità, 1966
- Aaron Edward Hotchner, Papà Hemingway, Milano, Bompiani, 1966
- Charles Moran, Churchill: un duro a morire, Milano, Mondadori, 1966
- Theodore C. Sorensen, Kennedy, Milano, Mondadori, 1966 (con Andrea D'Anna e Vittorio Di Giuro)
- Muriel Spark, La porta di Mandelbaum, Milano, Mondadori, 1966
- Ernest Hemingway, Dal nostro inviato Ernest Hemingway..., Milano, Mondadori, 1967 (con Giorgio Monicelli); col titolo By-Line, Collana Oscar, Mondadori, 1999
- Mark Lane, L'america ricorre in appello: il rapporto Warren ha sbagliato?, Milano, Mondadori, 1966
- Marshall McLuhan, Gli strumenti del comunicare, Milano, Il saggiatore, 1967
- Robert Penn Warren, Chi parla per i negri?, Milano, Bompiani, 1967
- Stanley G. Crawford, Potente come me, Milano, Garzanti, 1968
- Will Durant; Ariel Durant, Rousseau e la rivoluzione, Milano, Mondadori, 1968 (con Di Giuro, Grimaldi, Schlumper)
- Elia Kazan, Il compromesso, Milano, Ferro, 1968
- Norman Mailer, Le armate della notte: la storia come un romanzo, il romanzo come storia, Milano, Mondadori, 1968
- John O'Hara, L'ossessione dei Lockwood, Milano, Rizzoli, 1968
- Charles Patrick Fitzgerald, Storia dell'Estremo Oriente..., Milano, Ferro, 1969
- Norman Mailer, Miami e l'assedio di Chicago, Milano, Mondadori, 1969
- Susan Sontag, Viaggio a Hanoi, Milano, Bompiani, 1969
- Han Suyin, L'albero ferito, Milano, Bompiani, 1969
- Edward Albee, Chi ha paura di Virginia Woolf?, Torino, Einaudi, 1970
- Carlos Baker, Hemingway. Storia di una vita. L'uomo e lo scrittore al di là della leggenda, Milano, Mondadori, 1970.
- John Fowles, La donna del tenente francese, Milano, Mondadori, 1970
- Helen MacInnes, Contatto a Salisburgo, Milano, Garzanti, 1970
- Desmond Morris, Lo zoo umano, Milano, Mondadori, 1970
- John O'Hara, 32 racconti, Milano, Rizzoli, 1970
- Han Suyin, Un fiore mortale, Milano, Bompiani, 1970
- John Kenneth Galbraith, L'economia e la qualità della vita, Milano, Mondadori, 1971
- Norman Mailer, Il prigioniero del sesso, Milano, Mondadori, 1971
- Norman Mailer, Un fuoco sulla luna, Milano, Mondadori, 1971
- Vladimir Nabokov, Maria, Milano, Mondadori, 1971
- Louis Pergaud, La guerra dei bottoni, Milano, Bompiani, 1971
- Han Suyin, Un'estate senza voli, Milano, Bompiani, 1971
- Maria Luisa Ambrosini; Mary Willis, L'archivio segreto del Vaticano, Milano, Mondadori, 1972
- Elia Kazan, Gli assassini, Milano, Ferro, 1972
- Vladimir Nabokov, Gloria, Milano, Mondadori, 1972
- B. Ward; R. Dubos, Una sola Terra: cura e mantenimento di un piccolo pianeta, Milano, Mondadori, 1972 (con G. Barnabé Bosisio)
- Ivan Illich, Descolarizzare la società, Milano, Mondadori, 1973
- Mickey Spillane, Dog, figlio di, Milano, Garzanti, 1973
- John Kenneth Galbraith, L'economia e l'interesse pubblico, Milano, Mondadori, 1974
- Dylan Thomas, Il dottore e i diavoli e altri racconti per il cinema, Torino, Einaudi, 1974 (con Floriana Bossi)
- Bernard Rudofsky, Il corpo incompiuto, Milano, Mondadori, 1975
- Susan Sontag, Interpretazioni tendenziose: dodici temi culturali, Torino, Einaudi, 1975
- Muhammad Ali; Richard Durham, Il più grande: la mia storia, Milano, Mondadori, 1976
- Jan Kott, Mangiare dio, Milano, Il formichiere, 1977
- Siegfried Kracauer, Cinema tedesco: dal Gabinetto del dottor Caligari a Hitler, Milano, Mondadori, 1977 (con Giuliana Baracco e Carlo Doglio)
- James McCourt, La divina Oltrano, Milano, Garzanti, 1977
- Patrick Tilley, Fade-out: un oggetto chiamato Robinson, Milano, Garzanti, 1977
- John Updike, Sposami, Milano, Rizzoli, 1977
- John Cheever, Il prigioniero di Falconer, Milano, Garzanti, 1978
- Ivan Illich, Descolarizzare e poi? Contro l'abuso conservatore del concetto di descolarizzazione, Milano, Emme, 1978
- Jan Kott, Arcadia amara: La tempesta e altri saggi shakespeariani, Milano, Il formichiere, 1978
- John Kenneth Galbraith, La moneta: da dove viene e dove va, Milano, Mondadori, 1979
- Nadine Gordimer, La figlia di Burger, Milano, Mondadori, 1979
- Susan Sontag, Malattia come metafora, Torino, Einaudi, 1979
- Charles Templeton, Intervento divino, Milano, Mondadori, 1979
- Trevanian, Le strade di Montreal, Milano, Garzanti, 1979
- E. L. Doctorow, Il libro di Daniel, Milano, Mondadori, 1980
- Susan Sontag, Sulla fotografia: realtà e immagine della nostra società, Torino, Einaudi, 1980
- William Styron, La scelta di Sophie, Milano, Mondadori, 1980
- Ivan Illich, Per una storia dei bisogni, Milano, Mondadori, 1981
- Norman Mailer, Il canto del boia, Milano, Mondadori, 1981; Milano, La nave di Teseo, 2021
- Michael Crichton, Congo, Milano, Vallardi, 1981
- Jack Henry Abbott, Nel ventre della bestia: lettere dalla prigione, Milano, Mondadori, 1982
- John Fowles, Daniel Martin, Milano, Mondadori, 1982
- John Fleming; Hugh Honour, Storia universale dell'arte, Roma, Laterza, 1982
- Michael Korda, Fortune terrene, Milano, Mondadori, 1983
- John le Carré, La tamburina, Milano, Mondadori, 1983
- Wilkie Collins, La pietra di Luna, Milano, Mondadori, 1984
- Saul Bellow, Quello col piede in bocca e altri racconti, Milano, Mondadori, 1984
- Ivan Illich, Il genere e il sesso: per una critica storica dell'uguaglianza, Milano, Mondadori, 1984
- Salman Rushdie, I figli della mezzanotte, Milano, Garzanti, 1984
- Morris West, Un mondo di vetro, Milano, Mondadori, 1984
- Aharon Appelfeld, Il rifugio, Milano, Mondadori, 1985
- Marlene Dietrich, Marlene D., Novara, De Agostini, 1985
- Joseph Heller, Lo sa Dio, Milano, Mondadori, 1985
- Lisa St. Aubin de Terán, La tigre, Novara, De Agostini, 1985
- Max Beerbohm, Zuleika Dobson, ovvero Una storia d'amore a Oxford, Milano, Serra e Riva, 1986
- Edward Morgan Forster, La collina di Devi, Milano, Serra e Riva, 1986
- Gail Godwin, La scuola di belle maniere, Novara, De Agostini, 1986
- Amy Hempel, Ragioni di vivere: racconti, Milano, Serra e Riva, 1986
- John le Carré, Fine della corsa: teledramma, Milano, Mondadori, 1986
- Elly Welt, Berlin wild, Novara, De Agostini, 1986
- J. R. Ackerley, Festa indù: un diario indiano, Milano, Serra e Riva, 1987
- Truman Capote, Preghiere esaudite, Milano, Garzanti, 1987
- Joseph Conrad, Cuore di tenebra, Milano, Feltrinelli, 1987
- Michael Crichton, Sfera, Milano, Garzanti, 1987
- P. D. James, Un gusto per la morte, Milano, Mondadori, 1987
- Michael Korda, Queenie, Milano, Mondadori, 1987
- Peter Maas, Caccia all'uomo, Novara, De Agostini, 1987
- Michael Crichton, La grande rapina al treno, Milano, Vallardi, 1988
- John Fowles, Maggot, la ninfa, Milano, Garzanti, 1988
- Ernest Hemingway, Ventuno racconti, Milano, Mondadori, 1988 (con Bruno Oddera)
- Susan Howatch, Immagini luccicanti, Novara, De Agostini, 1988
- P. D. James, Un lavoro inadatto a una donna, Milano, Mondadori, 1988
- Yitzhak Orpaz, Morte di Lysanda, Milano, Serra e Riva, 1988
- Richard Sennett, Palais-Royal, Milano, Feltrinelli, 1988
- E. L. Doctorow, Billy Bathgate, Milano, Leonardo, 1989
- Alan Hollinghurst, La biblioteca della piscina, Milano, Mondadori, 1989
- Mavis Gallant, Sospeso in un pallone: dodici storie parigine, Milano, Bompiani, 1989
- Salman Rushdie, Il sorriso del giaguaro: viaggio in Nicaragua, Milano, Garzanti, 1989
- Salman Rushdie, I versi satanici, Milano, Mondadori, 1989
- Ernest Hemingway, Fiesta, Milano, Mondadori, 1990
- Muriel Spark, Atteggiamento sospetto, Milano, Feltrinelli, 1990
- Richard Ellmann, Oscar Wilde, Milano, Rizzoli, 1991
- Salman Rushdie, Harun e il mar delle storie, Milano, Mondadori, 1991
- Victor Wolfgang Von Hagen, Antichi imperi del sole, Milano, Mondadori, 1991
- Martin Amis, La freccia del tempo, o La natura dell'offesa, Milano, Mondadori, 1993
- John le Carré, Il visitatore segreto, Milano, Mondadori, 1993
- Daniel Magida, Le regole del seduttore, Milano, Bompiani, 1993
- Nicholas Baker, La pausa, Milano, Frassinelli, 1994
- Albert Camus, Il primo uomo, Milano, Bompiani, 1994
- John le Carré, Il direttore di notte, Milano, Mondadori, 1994
- T. Coraghessan Boyle, Morti di salute, Milano, Bompiani, 1995
- Alan Hollinghurst, La stella di Espero, Milano, Mondadori, 1995
- John le Carré, La passione del suo tempo, Milano, Mondadori, 1995
- William Styron, Una mattina in Virginia: tre storie della giovinezza, Milano, Mondadori, 1995
- James Hawes, Una mercedes bianca con le pinne, Milano, Bompiani, 1996
- Vladimir Nabokov, Re, donna, fante, Milano, Adelphi, 1996
- Nicholas Baker, Un po' di testa non guasta, Milano, Frassinelli, 1997
- T. Coraghessan Boyle, América, Torino, Einaudi, 1997
- Joseph Conrad, Lord Jim, Milano, Mondadori, 1997
- Michael Crichton, Congo, Milano, TEA, 1997
- John Kenneth Galbraith, Soldi, Milano, Rizzoli, 1997
- Nadine Gordimer, Qualcosa là fuori, Milano, Feltrinelli, 1997 (con Marisa Caramella)
- Brian Hall, Il viaggio di Saskia, Milano, Mondadori, 1997
- Susan Sontag, Il benefattore, Milano, Mondadori, 1997
- Martin Cruz Smith, La rosa nera, Milano, Mondadori, 1997
- Joseph Conrad, Con gli occhi dell'Occidente, Milano, Mondadori, 1998
- Michael Crichton, Mangiatori di morte, Milano, TEA, 1998
- James Hawes, Rancid aluminium, Milano, Bompiani, 1998
- P. D. James, Una certa giustizia, Milano, Mondadori, 1998
- Michael Crichton, Il terminale uomo, Milano, Garzanti, 1999
- Lawrence Norfolk, Un rinoceronte per il papa, Milano, Frassinelli, 1999
- Antoine Bello, Elogio del pezzo mancante, Milano, Bompiani, 2000
- Bill Broady, La nuotatrice, Milano, Bompiani, 2001
- Apostolos Doxiadis, Zio Petros e la congettura di Goldbach, Milano, Bompiani, 2001
- Justin Cronin, Mary & O'Neil, Milano, Bompiani, 2002
- Michael Cunningham, Carne e sangue, Milano, Bompiani, 2002
- Michael Cunningham, Una casa alla fine del mondo, Milano, Frassinelli, 2003
- Richard Flanagan, La vita sommersa di Gould, Milano, Frassinelli, 2003 (con Alessandra Emma Giagheddu)
- Gregory Norminton, La nave dei folli, Milano, Bompiani, 2003
- Achmat Dangor, La maledizione di Kafka, Milano, Frassinelli, 2006
- Ivan Illich, Elogio della bicicletta, Torino, Bollati Boringhieri, 2006
- Jay McInerney, Good life, Milano, Bompiani, 2006
- Phil LaMarche, American youth: un omicidio involontario, Milano, Bompiani, 2007
- Pat Conroy, I ragazzi di Charleston, Milano, Bompiani, 2009
- Leslie Fiedler, Freaks: miti e immagini dell'io segreto, Milano, Il Saggiatore, 2009
- Romain Gary, Le radici del cielo, Vicenza, Neri Pozza, 2009.